# 緻密斑

腎糸球体:　図中の青とピンクは糸球体を示す。図中右黄色のBは尿細管。青 (A)はボウマン嚢 (2と3)。3aは足突起、3bは蛸足細胞。ピンクは糸球体と毛細血管。輸入細動脈 (9), 毛細血管 (10), 輸出細動脈 (11)。メサンギウムは糸球体の中で毛細血管を支持し (5a)、糸球体の外へも伸びている (5b)。Cは遠位尿細管で、緻密斑は (7)。

緻密斑（ちみつはん、ラテン語: macula densa）とは遠位尿細管の上皮細胞において丈が高く、核が密集して配列する領域。腎小体の血管極に接して位置する。緻密斑は糸球体外メサンギウム細胞、糸球体傍細胞とともに糸球体傍複合体を構成する要素の一つである。
緻密斑細胞は遠位尿細管を流れる原尿のナトリウムイオン濃度を感知して、糸球体傍複合体からのレニン分泌を促進する。

## 組織学
緻密斑細胞は遠位尿細管の他の上皮細胞と比較して、細胞同士は近接しており背は高く、核は密集している。光学顕微鏡で見るとこの部位が濃く暗く染色されていることから、ラテン語で macula densa（macula＝斑点、しみ；densa＝密な）と名づけられた。

## 機能
血圧が低下すると、緻密斑（遠位尿細管）を流れるNa+、Cl-濃度が低下する。その機序は次の通りである。
血圧が低下すると腎動脈血漿量が低下し、その結果、糸球体の毛細血管血漿量も低下する。毛細血管血漿量の低下は、腎糸球体濾過量の低下を招き、濾過される原尿量は低下する。原尿量の低下は、Na+、Cl-濃度低下を招く。
というのは、ヘンレのループ（太い上行脚）でNa+・Cl-イオンを能動的に再吸収しており、原尿量が低下するとNa+・Cl-再吸収量効率が高まり、その結果遠位尿細管に届く原尿中のこれらのイオン濃度が低下するためである。
緻密斑細胞はこの原尿Cl-濃度低下を感知し、プロスタグランジンを分泌する。これを引き金に、糸球体傍細胞が輸入細動脈にレニンを分泌する。こうしてレニン－アンジオテンシン－アルドステロン系が亢進し、結果として血圧は上昇する（負のフィードバック）。